# Luna (Cluj)
Luna es una comuna de Rumania, localizada en el distrito de Cluj y la región de Transilvania. Su población en el censo de 2009 era de 4.690 habitantes.